# Conrad de Souabe (film)
 (juillet 2025).
Pour plus de détails, voir Fiche technique et Distribution.
Conrad de Souabe (titre original : Corradino di Svevia (L'ultimo degli Hohenstaufen)) est un film italien réalisé par Romolo Bacchini, sorti en 1909. Ce film muet en noir et blanc s'inspire du destin tragique du jeune roi Conrad de Hohenstaufen dit « Conradin » (Corradino).

## Synopsis
En l'an 1268, après avoir été battu par Charles d'Anjou à la bataille de Tagliacozzo, Conradin, âgé de seize ans, trouve refuge dans le château des Frangipane à Astura, près de Rome. Mais il est trahi par le seigneur local qui l'arrête et le livre à Charles. Conradin est alors envoyé à Naples pour subir un simulacre de procès. Reconnu coupable d'avoir trahi l'Église, il est condamné à mort et décapité à Campo del Moricino, l'actuelle Piazza del Mercato (« Place du marché »). Sa mort marque la fin de la Maison de Hohenstaufen.

## Fiche technique
- Titre : Conrad de Souabe
- Titre original : Corradino di Svevia (L'ultimo degli Hohenstaufen)
- Réalisation : Romolo Bacchini
- Scénario : Ferruccio Sacerdoti
- Société de distribution : Vesuvio Films
- Format : Noir et blanc — 35 mm — 1,33:1 — Muet
- Longueur de pellicule : 250 mètres
- Pays : Italie
- Langue : italien
- Genre : drame historique
- Durée : 10 minutes
- Dates de sortie :
  -  Royaume d'Italie : 9 octobre 1909
  -  France : octobre 1909
- Autres titres connus :
  -  France : Conrad de Souabe
  -  Royaume-Uni : Conrad of Swabia
  -  Royaume-Uni : End of a Dynasty
  -  Empire allemand : Konrad von Schwaben

## Distribution
- Gennaro Righelli : Corradino di Svevia